# Kławdija Fomiczowa
Kławdija Jakowlewna Fomiczowa (ros. Клавдия Яковлевна Фомичёва, ur. 12 grudnia?/25 grudnia 1917 w Moskwie, zm. 6 października 1958 tamże) – radziecka pilotka wojskowa, podpułkownik, Bohater Związku Radzieckiego (1945).

## Życiorys
Skończyła 7 klas i wieczorowo szkołę bankową oraz moskiewski obwodowy aeroklub, pracowała jako księgowa-kontrolerka w Banku Państwowym, w 1938 została lotnikiem-instruktorem aeroklubu. Od października 1941 służyła w Armii Czerwonej, w 1942 skończyła kursy przygotowania wojskowego przy Wojskowej Szkole Pilotów w Engelsie, od stycznia 1943 uczestniczyła w wojnie z Niemcami. Walczyła na Froncie Dońskim, Północno-Kaukaskim, Zachodnim, 3 Białoruskim i 1 Nadbałtyckim jako dowódca eskadry 125 gwardyjskiego bombowego pułku lotniczego 4 Bombowej Dywizji Lotniczej Gwardii 1 Bombowego Korpusu Lotniczego Gwardii 3 Armii Powietrznej, 17 września 1943 w rejonie Jelni została zestrzelona i ranna, w czerwcu 1944 wróciła ze szpitala na front i brała następnie udział w dalszych walkach, w których została ponownie ranna. Do grudnia 1944 wykonała 55 nalotów bombowych na siłę żywą i technikę wroga, w grupie strąciła 11 samolotów. Od 1944 należała do WKP(b), po wojnie pracowała jako lotnik-instruktor i wykładowca w wojskowej szkole pilotów w Borisoglebsku, w 1955 została przeniesiona do rezerwy w stopniu podpułkownika. Została pochowana na Cmentarzu Nowodziewiczym. Jej imieniem nazwano ulice w Moskwie i Dankowie.

## Odznaczenia
- Złota Gwiazda Bohatera Związku Radzieckiego (18 sierpnia 1945)
- Order Lenina (18 sierpnia 1945)
- Order Czerwonego Sztandaru (dwukrotnie - 5 września 1943 i 28 czerwca 1944)
- Order Czerwonej Gwiazdy (4 maja 1943)
- Medal „Za obronę Stalingradu” (1943)

I medale.